# 立花雄一
立花 雄一（たちばな ゆういち、1930年(昭和5年) - ）は、日本の歴史家。富山県生まれ。法政大学を卒業後、1963年同大学院修士課程修了。法政大大原社会問題研究所所員。横山源之助ほか明治期の下層社会を研究している。

## 著書
- 『評伝横山源之助 底辺社会・文学・労働運動』創樹社、1979年
- 『明治下層記録文学』創樹社、1981年 のちちくま学芸文庫
- 『王様の耳はロバの耳考 非王化を生きる文学序』近代文芸社、1990年
- 『下層社会記録の発生と展開』本の友社、1998年（『「明治・大正」下層社会探訪文献集成』 別冊解説）
- 『下層社会記録の多様化と成長』本の友社、1999年（『「大正・昭和」下層社会記録文献集成』 別冊解説）
- 『警察資料・現地検証から見る隠蔽された女米騒動の真相』日本経済評論社、2014年
- 『横山源之助伝』日本経済評論社、2015年

### 編著
- 横山源之助『下層社会探訪集』社会思想社〈現代教養文庫〉、1990年
- 『横山源之助全集』全9巻別巻2 社会思想社→法政大学出版局、2000年 - 2007年